# Kirvan Fortuin
Kirvan Fortuin, né le 10 août 1991 à Macassar en Afrique du Sud et mort le 13 juin 2020 est un danseur, chorégraphe et militant LGBT issu de la Première nation Khoikhoi. 

## Biographie

### Vie privée et formation
Kirvan Fortuin nait le 10 août 1991 à Macassar, dans une communauté marginalisée, privée au fil du temps de sa langue, de ses terres et de sa culture,. Sa mère Charlotte Fortuin a six autres enfants. Kirvan Fortuin découvre sa passion pour la danse en 2002 en rejoignant le Cape Whalers Field Band. En 2010, il entame une formation académique en danse à l’Université du Cap, où Fortuin étudie la danse classique, contemporaine, africaine et d'autres styles. Deux ans plus tard, il obtient un diplôme d’enseignement de la danse et se produit au Festival international des écoles de théâtre d’Amsterdam, aux Pays-Bas.
Il poursuit ensuite son parcours artistique en décrochant un BMus (Hons) en chorégraphie à l’Université du Cap, ainsi qu’un bachelor en danse à l’Université Codarts pour les Arts de Rotterdam.
Le 13 juin 2020, Fortuin est poignardé mortellement par une jeune fille après une altercation verbale dans sa ville natale de Macassar. Une adolescente de quatorze ans est arrêtée à la suite du meurtre,.

### Parcours artistique  et militantisme
Fortuin signe des chorégraphies pour plusieurs institutions et festivals de renom, dont le Cape Town City Ballet, Dance Umbrella Johannesburg, Vrystaat Kunstefees, Artscape Theatre Center, Suidoosterfees, Afrovibes aux Pays-Bas et en Afrique du Sud, ainsi que l’Afrikaanse Kultuurfees,.
Engagé en tant que militant LGBT, il organise également le tout premier Vogue Ball du continent à l’occasion de la Journée mondiale de lutte contre le sida, afin de sensibiliser le public et de lever des fonds au profit des personnes LGBT vivant avec le VIH. Il fonde également le groupe House of Le Cap, actif sur la scène du voguing où il était connu sous le nom de Mother Kirvan.
Dans son travail il questionne les normes de genre, comme dans la chorégraphie UFOUR.

## Prix et reconnaissance
En 2012, Fortuin gagne le prix de la meilleure production internationale (Guest Award) lors du Festival international des écoles de théâtre d’Amsterdam.
Entre 2014 et 2015, Fortuin est reconnu par la fondation néerlandaise Stichting Imperium, dirigée par la chorégraphe Krisztina de Châtel  bénéficiant d’une bourse de cette organisation. Fortuin  reçoit également à Zurich le Prix de danse pour la danse moderne, décerné par la Fondation Pierino Ambrosoli.
En 2019, le gouvernement du Cap occidental lui attribue un prix ministériel en reconnaissance de sa contribution exceptionnelle à la préservation et à la valorisation d’une forme d’art indigène.
En 2022 l'exposition The Memorial Ball 2020 du photographe Haneem Christian célèbre sa mémoire.

## Filmographie
- Abashante![17].
- Rite: Ndinyindoda siyaya[17].
- Silver & Gold (You&I)[18].
- Katrina Die Dansende Taal[19].